# Liste des termes utilisés en aikido
Voici une liste des termes utilisés en aikido.
- Haut – A
- B
- C
- D
- E
- F
- G
- H
- I
- J
- K
- L
- M
- N
- O
- P
- Q
- R
- S
- T
- U
- V
- W
- X
- Y
- Z

## A
- Agatsu

"Victoire sur soi-même". Selon O'Sensei, la vraie victoire (Masakatsu) est celle que l'on
remporte contre soi (Agatsu). De fait, une des expressions de O'Sensei était "Masakatsu
Agatsu".
- Ai

Principe d'harmonie et d'unification.
Amour, harmonie, miséricorde, compassion, sagesse.
Identique.
- Ai Hanmi

Garde identique. Situation dans laquelle deux opposants ont la même garde (le même pied
devant : droit/droit, gauche/gauche)
- Ai Nuki

Lit. "Échappée réciproque". Issue d'un conflit dans lequel chaque personne impliquée se
désengage. Il s'agit là de l'idéal de l'aïkido, par lequel un conflit se résout sans blessures
de part et d'autre.
Préservation réciproque.
- Ai Uchi

Lit. "Mort réciproque." Issue d'un duel où chaque combattant tue l'autre. Anéantissement
réciproque.
- Ai Tori

Saisie de la main adverse, par croisement (voir ai hanmi)
- Aiki

Énergie universelle, principe de vie, ordre de l’univers.
- Aïkidoka

Celui ou celle qui pratique l’aïkido.
- Aiki no kurai

Le plus haut degré de conscience de l'aïkido.
- Aiki Otoshi

Projection par fauchage des jambes.
- Aïki Seishin

Esprit aïki.
- Aiki Taiso

Exercices de base de l’aïkido et échauffements. Voir Hitori Waza
- Aikido

Art martial créé par Morihei Ueshiba (O Sensei) : la voie de l'aiki.
Le mot "aïkido" est composé de trois idéogrammes : Ai signifie Harmonie, Ki Esprit, Énergie et Do, la Voie.
Ainsi, aïkido signifie "la voie de l'harmonisation de l'Énergie". Une autre définition, donnée par Frank Noel, est "adaptation aux circonstances."
- Aikidoka

Pratiquant d’aïkido.
- Aikijutsu

Ancienne technique de combat fondé sur le principe de coordination entre l'attaque et la
défense.
- Aikikai

"Association Aiki" . Un terme utilisé pour désigner la structure créée par maître Ueshiba
pour diffuser l'Aikido.
- Amaterasu (Omi Kami)

Déesse du soleil, dans la religion Shintô. Plus haute déité du Shintô.
- Ashi

Jambe, ou pied.
- Ashi Sabaki

Travail du déplacement. Essentiel en aïkido pour développer l'équilibre et la facilité de
déplacement.
- Atemi

(lit. frapper le corps) Frappe dirigée contre l'attaquant, dans le but de le déséquilibrer ou
d'attirer son attention sur un point.
Par une utilisation judicieuse de l'atemi, il est possible de créer une ouverture, une faille
dans la position adverse, facilitant l'application d'une technique.
Coups portés à des points vitaux de l'adversaire.
- Atemiwaza

Techniques d'atemi.
- Awase

Ou Ki-Awase. Non-opposition, harmonie, entraînement du partenaire.
- Ayumi Ashi

Pas alterné.

## B
- Batto jutsu

Art de dégainer le sabre.
- Bo

Bâton de bois long.
- Bojutsu

Technique de bâton long.
- Bo Kata

Enchaînement formel au bâton.
- Bokken

Sabre d'entraînement en bois.
- Bokuto

Sabre en bois. Beaucoup de mouvements d’aïkido proviennent de l'escrime traditionnelle
japonaise.
- Bu

(lit. "arrêter une lance"), guerre.
Idéogramme relatif à la dimension militaire.
- Budo

La voie du Bu. "La voie martiale". Voie spirituelle du guerrier.
Le caractère japonais "Bu" (martial) est dérivé de caractères signifiant "arrêter" et "lance."
Ainsi, "Bu" signifie "arrêter la lance".
- Budoka

Pratiquant du budo.
- Bujutsu

Techniques de guerre.
Art du combattant.
- Bushi

Guerrier.
- Bushido

La voie du guerrier
Le code d'honneur du bushi.

## C
- Chi

Énergie vitale universelle. (cf. ki)
- Chikara

Lit. « qui vient de l’esprit ». Pouvoir.
- Chokusen

Direct. "Chokusen No Irimi" : entrée directe.
- Chu

Loyauté.
- Chudan

Position médiane. "Chudan No Kamae" : garde caractérisée par une position médiane des
mains et/ou de l'arme.
Hauteur de la poitrine.
- Chushin

Centre. Plus précisément, centre de gravité.

## D
- Dan

Grade.
Grade de ceinture noire. En aïkido, le grade le plus élevé est le 9e. Certains maîtres
possèdent un 10e dan, donné par O'Sensei. Les grades de ceinture blanche sont appelés
Kyu.
- De-ai

Début d’une technique. Moment de vérité. Sortie.
- Deshi

Étudiant, disciple.
- Do

Voie.
Une discipline et philosophie aux connotations morale et spirituelle. Le caractère japonais
"Do" est identique au caractère chinois "Tao".
- Do no tanden

Entraînement " moyen ", en termes de force.
- Dogi

Tenue d'entraînement.
- Dojo

"le lieu de la voie". Endroit où l'on étudie un do, une voie.
Salle d'entraînement aux arts martiaux. Dans les monastères Zen, la salle des pratiques
spirituelles, de la méditation.
Titre. Actuellement, Moriteru Ueshiba (petit-fils de O'Sensei) est Dojo Cho aux quartiers
généraux de l'aikido ("Hombu Dojo") de Tokyo.
Domo Arigato Gozaimashita
Locution japonaise pour "merci beaucoup".
Dori (ou " tori ")
Saisie, prise, contrôle.
- Doshu

Lit. " Celui qui connaît la voie. "
Chef de file de l’aïkido. Actuellement, Kisshomaru Ueshiba, fils de Morihei Ueshiba.
La plus haute distinction officielle de la fédération internationale d’aïkido.

## E
- Empi

Coude.
- Empi uchi

Frappe avec le coude (empi).

## F
- Fudo Shin

"Esprit immobile" État de calme et d'imperturbabilité de l'esprit. Fudo Myo est une déité
gardienne bouddhiste qui porte une épée dans une main (pour anéantir les ennemis de la
doctrine bouddhiste), et une corde dans l'autre (to rescue sentient beings from the
pit of delusion, or from Buddhist hell-states). Il incarne ainsi les deux valeurs
bouddhistes de sagesse (l'épée) et de compassion (la corde). Cultiver le Fudo Shin est
forger son esprit à s’accommoder des changements de circonstances, sans renier ses
fondements éthiques.
- Fukushidoin

Titre formel signifiant approximativement "maître-assistant".
- Furi Kaburi

Mouvement de dégainage du sabre.

## G
- Gaeshi

Retour, retourné.
- Gaku

Calligraphie ou motto accrochée au fronton d'un dojo.
- Gasho

Geste de salut par jonction des mains, particulièrement utilisé dans la pratique de la
méditation zen (zazen).
- Gedan

Niveau inférieur. Gedan No Kamae : garde avec les mains et/ou l'arme abaissées.
Hauteur du ventre.
- Geri

Frappe.
- Gi

1. Tenue.
2. Honneur, justice.
- Giri

Coupe.
- Go

Cinq.
- Gokyo

Cinquième principe.
- Go No Keiko

Entraînement fort.
- Goshi (koshi)

Hanches.
- Gyaku

Contraire.
- Gyaku Hanmi

Garde inverse (si Uke a le pied droit devant, Tori a le pied gauche).
- Gyaku Te

Clés de saisie. En chinois, Chin na.

## H
- Hachi

Huit.
- Hakama

Jupe plissée traditionnelle portée par les samouraïs.
Il y a sept plis à un hakama. 'Ils symbolisent les sept vertus du budo', disait O Sensei. Ce
sont jin (bienveillance), gi (honneur ou justice), rei (courtoisie et étiquette), chi (sagesse,
intelligence), shin (sincérité), chu (loyauté) et koh (piété)".
En aïkido, cette jupe est portée par les ceintures noires, ou, dans certains cas, par des
pratiquants de grade inférieur (cela dépend des dojos).
- Hanmi

Garde de base d'aikido. La plupart des techniques d'aikido sont pratiquées par Uke et
Tori avec des gardes prédéterminées. Cela facilite l'apprentissage et l'acquisition de
principes de positionnement. A un niveau supérieur, la garde spécifique n'a plus la même
importance.
Garde triangulaire avec un pied avancé, de 3/4 face.
- Hanmi Handachi

Situation dans laquelle une personne est à genoux, et l'autre debout.
- Hanmi Handachi waza

Techniques réalisées avec un partenaire à genoux et l'autre debout.
- Happo

8 directions.
- Happo Giri

Coupe dans les 8 directions avec un sabre.
- Happo Undo

Exercice dans les 8 direction.
- Hara

Le centre de la personne, siège de l'énergie vitale.
- Harai

1. Balayage.
2. Action de balayer, de chasser.
- Hasso No Kamae

"garde en forme de 8". Le terme "8" ne renvoie pas au chiffre, mais plutôt aux caractères
japonais et chinois, qui évoquent le toit d'une maison. En Hasso No Kamae, le sabre est
maintenu vertical au dessus de la tête.
- Henka Waza

Variation de technique. Technique commencée puis changée en cours d'exécution (soit
parce qu'elle est mal exécutée, soit parce que Uke réagit d'une façon contrariante).
- Hidari

Gauche.
- Hidari Hanmi

Garde gauche.
- Hiji

Coude.
- Hiji Kime

Clef appliquée sur le coude.
- Hiji Osae

Contrôle du coude.
- Hijiri

Sage.
- Hiji Dori

Saisie du coude.
- Hiriki

Puissance du coude.
- Hitori Waza

Exercices de base de l’aïkido et échauffements. Voir Aiki Taiso
- Hiza

Genoux.
- Hoko

Lance. Un des constitutifs du kanji "bu".
- Honbu

Dojo.
Terme désignant le dojo central d'une organisation.
Appellation désignant les quartiers généraux de l’aïkido (voir Aikikai).

## I
- Iaïdo

Art de dégainer le sabre.
- Iaïto

Sabre d'entraînement en acier non coupant, utilisé pour pratiquer l'art de dégainer (iaïdo).
- Ichi

Un.
Premier.
- Ikkyo

Premier principe.
- Inazuma

Illumination, au sens spirituel du terme.
- In-Yo

Adaptation japonaise du Yin-Yang chinois.
- Irimi

Lit. " entrer dans le corps "
Action d'avancer, d'entrer sur l'attaque.
Être très proche ou au contact du partenaire.
Selon Morihei Ueshiba, le fondement de l'aïkido.
- Irimi Nage

Technique fondamentale de l’aïkido.
Projection "en entrant".
Projection dont le fondement est Irimi.
Projection dans laquelle Tori se positionne très près, ou au contact de Uke.

## J
- Jin

Bienveillance.
- Jinja

Temple Shinto. Il existe un Aiki Jinja à Iwama, préfecture d'Ibaraki, au Japon.
- Jiu waza

Pratique libre.
Technique libre.
Improvisation.
- Jo

Bâton de bois utilisé en aïkido, long normalement de 128 cm.
- Jodan

Position supérieure.
Hauteur du visage.
- Jodan No Kamae

garde avec les mains et/ou l'arme en position haute.
- Joseki

Mur sud du dojo, place des élèves gradés.
- Ju

1. Dix.
2. Souplesse.
- Juji Garami

Projection par croisement des bras.
- Ju No Keiko

Entraînement souple.
- Ju Jutsu

Un des 725 systèmes (!) de combat à mains nues officiellement reconnus au Japon.

## K
- Kachihayabi

"Victoire éclair".
- Kaeshi Waza

Contre-technique. (Uke devient tori et vice-versa).
Ceci est possible lorsque Tori fait une erreur d'exécution.
- Kagura mai

Danse des Dieux.
- Kaiso

Titre. Le fondateur de l’aïkido (Morihei Ueshiba).
- Kaiten Nage

Projection tournoyante.
- Kakari Geiko

Entraînement continu, sans arrêt.
- Kamae

Posture, garde, avec ou sans arme.
- Kami

Lit. " au dessus ".
Dieu(x).
Divinité.
Selon le rite Shinto, le monde naturel est peuplé de kami, (arbres, montages, éléments
naturels) réagissant aux actions humaines.
- Kamiza

Lit. " lieu où se trouvent les divinités ".
Temple miniature, généralement situé au fronton du dojo (mur est), composé d'un portrait
du fondateur, ainsi que d'une calligraphie.
- Kanji

Idéogrammes, caractères chinois.
- Kansetsu Waza

Lit. "contre l'articulation".
Techniques de manipulation des articulations.
- Kata

1. Une suite de mouvements codifiée, un enchaînement formel.
Il existe certains katas en aïkido, pour la pratique du jo.
2. Epaule.
- Kata Dori

Prise de l'épaule.
Saisie de l'épaule.
- Katame Waza

Techniques d'immobilisation .(cf. nage waza)
- Katana

Sabre en acier coupant.
- Katate

Le poignet. (kata=épaule, te=main, d'où katate=l'épaule de la main)
- Katate Tori

Saisie du poignet.
- Keiko

Entraînement, pratique.
- Keiko Gi

Tenue d'entraînement (Gi=tenue). Terme utilisé pour désigner la tenue de l'aïkidoka,
souvent injustement appelée Kimono.
De même, il est correct de dire : Karate Gi, Judo Gi.
- Ken

Sabre d'entraînement.
- Kendo

L'art du sabre au Japon, se pratiquant avec des sabres de bambou (shinai).
- Kenjutsu

Techniques de sabre.
- Kensho

Illumination. (cf. Mokuso, Satori)
- Kesa Giri

Coupe en diagonale, de l'épaule à la hanche.
- Ki

(Qi, en chinois, Prana en Indi)
Énergie vitale universelle. (cf. Chi)
- Ki Ai

Cri émis dans le but de concentrer l'énergie dans une phase d'un mouvement.
- Ki Musubi

Lit. " lier le ki "
Action d'établir une harmonie avec le partenaire de travail, lors de l'entraînement.
- Kihon

Fondement.
- Kihon Dosa

Mouvement fondamental.
- Kime

Extension du mouvement.
- Kobudo

Arts martiaux japonais traditionnels.
- Koh

Piété.
- Kohai

Un pratiquant plus jeune que soi-même.
- Kokoro

Cœur, en japonais. Désigne aussi la mentalité, l'état d'esprit.
- Kokyu

Respiration.
- Kokyu Ho

Exercice de respiration.
- Kokyu Nage

Projection à l'aide de la respiration.
- Kokyu Ryoku

Puissance du souffle, de la respiration.
- Kokyu Tanden Ho

Exercice d'harmonisation de la respiration entre 2 partenaires.
- Koshi Nage

Projection avec les hanches.
- Kote

Poignet.
- Kote Gaeshi

Lit. " retournement du poignet ".
Technique d'aikido.
- Kote Giri

Coupe sur le(s) poignet(s).
- Kototama

Lit. Paroles Sacrées, Mots-Âmes.
Source de toute vie et de toute création dans le shintoïsme.
Sons sacrés correspondant à des mouvements en Aïkido.
- Ku

1. 9 (neuf)
2. Vide, état de vide.
- Kubi

Cou.
- Kumi

Groupe.
- Kumijo

Travail du Jo à deux partenaires.
- Kumitachi

Travail du sabre à deux partenaires.
- Kumiiai

Id. Kumi Tachi, mais avec les sabres initialement non dégainés.
- Kurai

Conscience.
- Kurai dori

Contrôle de la conscience.
- Kuzushi

Action de déséquilibrer le partenaire.
- Kyu

1. Grade inférieur à la ceinture noire.
2. Neuf (9)

## M
- Ma-ai

Distance entre les opposants.
- Mae

Devant, frontal.
- Masakatsu

Lit. " Victoire vraie ". cf. Agatsu et Kachihayabi.
- Michi

Voie.
- Migi

Droite. Ainsi, " Migi Hanmi " : garde à droite.
- Misogi

Rituel de purification.
- Misogi harai

Action purificatrice.
- Miyamoto Musashi

Un des guerriers japonais les plus célèbres, auteur du Livre des cinq roues.
- Mochi

Manche.
- Mokuso

Méditation.
- Mu

Vide.
- Mudansha

Se dit d'un étudiant n'ayant pas atteint le grade de ceinture noire.
- Mu Kamae

Lit. " sans garde ". Garde basse au sabre.
- Mune

Poitrine.
- Mune Dori

Saisie de la poitrine (ou du col).
- Munetsuki

Frappe au niveau médian du corps.
- Mushin

Lit. " esprit vide ".
- Musubi

Harmonisation, accord, connexion.

## N
- Nagare

Fluidité.
- Nage

5. Chute.
2. Celui qui chute.
- Nage waza

Technique de projection (op. Katame waza)
- Ni

Deux
- Nikyo

Second principe.

## O
- O-Sensei

Lit. " grand maître "
Titre par lequel on nomme Morihei Ueshiba, fondateur de l'aïkido.
- Obi

Ceinture.
- Omote

Positif, du côté de l'intérieur (ventre) du partenaire.
- Omotokyo

Religion contemporaine japonaise. Syncrétisme de shintoïsme, christianisme et traditions
japonaises.
- Onegai Shimasu

Lit. " S'il vous plaît ".
Phrase prononcée traditionnellement en début de pratique.
- Osae Waza

Techniques de contrôle (id. Katame waza)

## R
- Randori

Exercice de défense contre plusieurs attaquants.
Travail libre et continu.
- Rei

Salut.
Marque de respect.
Politesse.
- Reigi

Observance de l'étiquette.
- Roku

Six.
- Ronin

Samouraî sans maître.
- Ryo Kata Dori

Saisie des deux épaules.
- Ryoku

Puissance.
- Ryote

Les deux mains.
- Ryote Dori

Saisie des deux mains.
- Ryu

Ecole, courant, style ("Daito ryu jujutsu"). Souvent, il s'agit d'un clan ou d'une famille
détenant la connaissance d'un art martial.

## S
- Samurai

Guerrier traditionnel japonais, au service d'un maître (seigneur) ou libre (Ronin), de
l'époque féodale du Japon.
- San

Trois.
- Sankyo

Troisième principe.
- Sanshu No Jingi

Lit. " les trois trésors divins " : le joyau, le miroir et le sabre, symboles traditionnels de
l'empereur du Japon.
- Satori

Illumination (au sens spirituel ou religieux du terme).
- Satsu jin ken

Anéantissement de l'ennemi.
- Seiza

Position assise traditionnelle au Japon. Les genoux sont repliés, et l'on est assis sur ses
talons, coup du pied au sol.
- Sempai

Elève plus âgé que soi (op. Kohai)
- Sensei

Lit. " né avant ".
Terme désignant traditionnellement l'instructeur au Japon.
- Setsuzoku

Connexion, contact.
- Shi (Yon)

Quatre
- Shichi (Nana)

Sept
- Shihan

Lit. Professeur, modèle.
Titre honorifique décerné par l'Aïkikai à partir du 6ème dan.
- Shihan-dai

Représentants d'un Shihan.
- Shiho Nage

Projection dans les quatre directions.
- Shikaku

Lit. " angle mort ". Position dans laquelle l'attaquant se trouve dans la difficulté de
poursuivre son attaque, ouvrant la voie à un contrôle de la part du Tori.
- Shikko

Déplacement à genoux.
- Shimoza

Mur ouest du dojo, vers lequel le cours est donné.
- Shimozeki

Mur nord du dojo, place des élèves débutants.
- Shin

Sincérité.
Cœur.
- Shinaï

Sabre de bambou.
- Shinkenshobu

Lit. "Affrontement avec de vraies armes".
Traduit le fait de s'impliquer dans la pratique comme si l'on était en conditions de combat
réel. Par extension, état d'esprit du pratiquant.
- Shintô

" Voie des Dieux ". Religion traditionnelle japonaise.
Morihei Ueshiba fut profondément influencé par la religion Omotokyo, largement
imprégnée de mysticisme Shintô.
- Shisei

Attitude, posture correcte.
- Shite

Celui qui fait la technique (cf. Tori).
- Shodan

Premier degré de la ceinture noire.
Premier dan.
- Shomen

1. Coup porté sur la face antérieure de la tête.
2. La tête.
3. Le mur frontal du dojo, situé à l'est.
- Shomen Uchi

Coup porté avec le tranchant de la main à la face antérieure de la tête.
- Shuchu

Concentration.
- Shuchu-ryoku

Concentration de puissance.
- Shuto

Coup incisif porté avec le tranchant de la main.
- Sokumen

Biais.
- Soto

" Extérieur ". (op. Uchi)
- Suburi

Mouvement de sabre ou de bâton répété inlassablement.
- Sukashi Waza

Technique avec anticipation, réalisée avant que l'attaquant n'ait pu développer/affirmer
son attaque.
- Suki

Point faible, physiquement ou psychologiquement.
- Sumi Otoshi

Lit. " Projection dans le coin ".
- Sutemi

Lit. " Jeter le corps ".
Technique de projection réalisée en sacrifiant son propre équilibre.
- Suwari Waza

Techniques exécutées par deux partenaires à genoux. Originellement, les samouraïs
étaient tenus de se déplacer à genoux devant leur seigneur, afin de lui garantir une position
de supériorité.

## T
- Tachi

1. Sabre
2. Position debout
- Tachi Waza

Techniques accomplies debout (par opposition aux Suwari waza)
- Tachidori

Saisie du sabre.
- Tai

Corps.
- Tai Sabaki

Mouvement de base de l'aïkido, composé successivement de : irimi, (pas en avant) puis
tenkan (pivot sur place).
- Taijutsu

Lit. " Techniques de corps ". Par extension, désigne les techniques sans armes.
- Takemusu Aiki

Expression utilisée par Morihei Ueshiba pour désigner le stade ultime de la maîtrise de l'aïkido
où la technique devient instantanée, libre, naturelle.
- Taninsugake

Entraînement contre des partenaires multiples (cf. Randori).
- Tanto

Poignard, couteau.
Sabre très court.
- Tatami

Tapis de paille de riz tressée. Par extension, tapis revêtant le sol du dojo.
- Tegatana

Lit. " La main comme un sabre ". Intégration/restitution de la pratique des armes dans les
techniques à mains nues.
- Te Waza

Techniques de main.
- Tenchi

Lit. " Ciel et terre ".
- Tenchinage

Projection " ciel-terre ".
Tenkan (ou Tai No Kenko, Tai No Tenkan)
Mouvement de base consistant à tourner le corps de 180 degrés autour d'un pivot (pied
fixe).
Mouvement d'absorption de la force adverse.
- Tekubi

Poignet (cf. Kote).
- Todemeru

"Lit. " Stopper ". Un des composants de l'idéogramme kanji " Bu " formant le caractère
'Bushido'.
- Toma

Grande distance.
- Toma katate uchi

Frappe d'une seule main à grand distance.
- Tori

1. Saisie, prise, contrôle (cf Dori)
2. Celui qui se défend, Celui qui applique la technique face au Uke/Nage.
- Tsuba

Garde du sabre.
- Tsugi Ashi

Déplacement par glissement des pieds, sans qu'une jambe ne passe devant l'autre.
- Tsuki

Coup direct porté de face (poing, sabre ou bâton).

## U
- Uchi

1. à l'intérieur
2. coup
- Uchi Deshi

Elève attitré, disciple.
Un élève vivant au dojo et se consacrant à la pratique et à la tenue du dojo, parfois même
au service personnel du maître.
- Ueshiba Morihei

Le fondateur de l'aïkido (14 décembre 1883,26 avril 1968).
- Ueshiba Kisshomaru

Fils de Morihei Ueshiba.
- Ueshiba Moriteru

Petit-fils de Morihei Ueshiba, et actuel " Dochu " au Hombu Dojo.
- Uke

L'attaquant, celui qui subit la technique.
- Ukemi

Lit. " Recevoir avec le corps ". Action de chuter en réponse à une technique d'aïkido.
- Ura

Négatif.
Du côté externe de l'attaquant (dos).
- Ushiro

Arrière, de l'arrière.
- Ushiro Katate Dori

Saisie du poignet par l'arrière (id. ushiro Tekubi dori)
- Ushiro Kubi Shime

Etranglement par l'arrière.
- Ushiro Ryo Kata Dori

Saisie des deux épaules par l'arrière.
- Ushiro Ryote Dori

Saisie des deux mains par l'arrière.
- Ushiro Tekubi Dori

Saisie du poignet par l'arrière (id. ushiro katate dori)
- Ushirowaza

Techniques contre attaque arrière.

## W
- Waza

Technique(s).

## Y
- Yari

Lance.
- Yoko

Côté.
- Yokomen

1. Frappe au côté de la tête.
2. Côté de la tête.
3. Côté.
- Yokomen Uchi

Frappe au côté de la tête avec le tranchant de la main.
- Yonkyo

Quatrième principe.
- Yudansha

Lit. Porteur de grade.
Pratiquant ceinture noire.

## Z
- Zanshin

Lit. " continuité du cœur ". Position marquée de continuité et de contrôle après l'exécution d'une technique.
Concentration continue.
- Zarei

Salut à genoux.
- Zazen

Pratique de la méditation Zen.
- Zori

Sandales traditionnelles japonaises.

### Attaques de base
- Ai Hanmi Katate Dori

Saisie du poignet adverse, par croisement.
- Katate Dori

Saisie du poignet adverse sans croisement.
- Kata Dori

Saisie d'une épaule.
- Hiji Dori

Saisie des coudes.
- Muna Dori

Saisie du revers du col.
- Ryo Kata Dori

Saisie des deux épaules.
- Ryote Dori

Saisie des deux mains adverses.
- Shomen Uchi

Coup porté de haut en bas, sur le sommet de la tête (poing, sabre ou bâton).
- Sode Dori

Saisie de la manche.
- Tsuki

Coup porté directement, de face (poing, sabre ou bâton).
- Ushiro Ryote Dori

Saisie des deux mains adverses par derrière.
- Ushiro Ryo Hiji Dori

Saisie des deux coudes par derrière.
- Ushiro Ryo Kata Dori

Saisie des deux épaules par derrière.
- Ushiro Eri Dori

Saisie du col par derrière.
- Ushiro Katate Dori Kubi Shime

Saisie d'une main par derrière avec étranglement avec l'autre main.
- Yokomen Uchi

Coup porté diagonalement sur le côté de la tête (poing, sabre ou bâton).
Frappe.

### Techniques de base (suivies d'autres dénominations possibles)
- Ikkyo

(Oshi taoshi, Ikkajo ) 1er principe
- Nikkyo

(Kote mawashi, Nikkajo ) 2e principe
- Sankyo

(Kote hineri, Sankajo ) 3e principe
- Yonkyo

(Tekubi osae, Yonkajo ) 4e principe
- Gokyo

(Ude Nobashi, Gokajo ) 5e principe
- hiji-kime-osae

(Waki gatame, Rokkyo) 6e principe

### Projections de base
- Aiki Otoshi : projection par fauchage des jambes.
- Irimi Nage : projection " en entrant "
- Juji Garami : projection par croisement des bras
- Kaiten Nage : projection tournante
- Kokyu Nage : projection par le souffle
- Koshi Nage : projection avec les hanches
- Kote Gaeshi : projection par retournement du poignet
- Shiho Nage : projection dans les quatre directions
- Sumi Otoshi : projection dans les coins
- Tenchi Nage : projection ciel/terre
- Sokumen Irimi Nage (ou Naname Irimi Nage) : projection en biais[1],[2].